# Respuesta a impulso

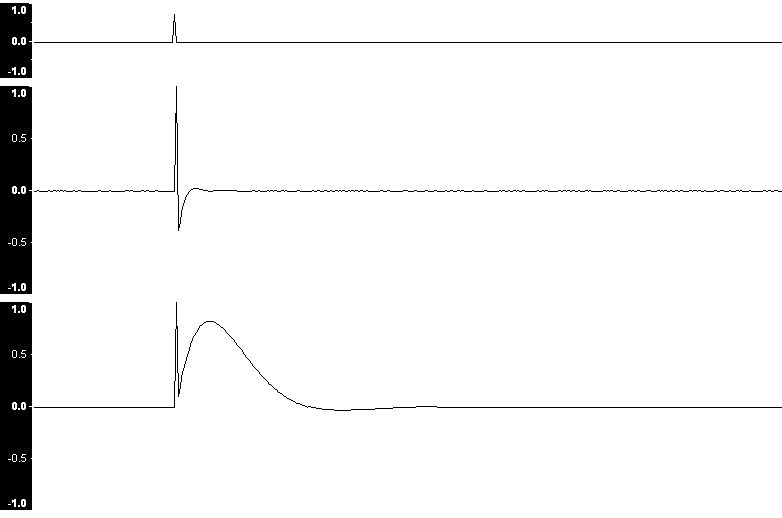
La respuesta a un impulso de un sistema simple de audio. Se muestra primero el impulso original, luego con las altas frecuencias reforzadas, y por último con las bajas frecuencias reforzadas.

La respuesta a un impulso o respuesta impulsional de un sistema es la que se presenta en la salida cuando en la entrada se introduce un impulso. Un impulso es el caso límite de un pulso infinítamente corto en el tiempo pero que mantiene su área o integral (por lo cual tiene un pico de amplitud infinitamente alto). Aunque es imposible obtener amplitud infinita en un intervalo infinitamente corto en cualquier sistema real, es un concepto útil como idealización, debido principalmente a la simplicidad de su uso en la integración.

## Bases matemáticas
Matemáticamente, un impulso se representa por una función Delta de Dirac. Cuando se trabaja con sistemas discretos el impulso se aproxima por medio de un pulso que tiene área unidad y de ancho tiene el periodo de tiempo entre dos muestras. Si el tiempo entre dos muestras consecutivas x[n] y x[n+1] lo tomamos como, {\displaystyle \tau }, entonces el valor del impulso será el inverso de {\displaystyle {\frac {1}{\tau }}}, de modo que el área, que es su producto, valga la unidad. En la explicación posterior de los Sistemas Discretos se toma, {\displaystyle \tau =1}, de modo que su inverso también lo será, pero hay que tener en cuenta para el procesamiento de señales en las que la base de tiempo sea diferente ajustar este parámetro para no cambiar la energía de la señal de salida erróneamente.

### Sistemas Continuos
Igual pero con t en vez de N

### Sistemas Discretos
Supongamos que T es un sistema discreto, es decir, que toma una entrada x[n] y produce una salida y[n]:
{\displaystyle y\left[n\right]=T\left\{x\left[n\right]\right\}}
Por lo tanto T es un operador actuando sobre sucesiones (a través de los números enteros), produciendo nuevas sucesiones. Tener en cuenta que T no es el sistema, sino una representación matemática del sistema. T puede ser no lineal, por ejemplo:
{\displaystyle T\left\{x\left[n\right]\right\}=x^{2}\left[n\right]}
o lineal, como:
{\displaystyle T\left\{x\left[n\right]\right\}=x\left[n-1\right]}.
Supongamos que T es lineal. Entonces
{\displaystyle T\left\{x\left[n\right]+y\left[n\right]\right\}=T\left\{x\left[n\right]\right\}+T\left\{y\left[n\right]\right\}}
y
{\displaystyle T\left\{\lambda x\left[n\right]\right\}=\lambda T\left\{x\left[n\right]\right\}}
Supongamos también que T es invariante en el entorno, es decir que si {\displaystyle y\left[n\right]=T\left\{x\left[n\right]\right\}} entonces {\displaystyle y\left[n-k\right]=T\left\{x\left[n-k\right]\right\}}. En tal sistema cualquier salida puede calcularse en términos de la entrada y de la sucesión, respuesta a impulso, quedando caracterizado el sistema por completo. Esto puede verse de la siguiente manera: Tomando la identidad
{\displaystyle x\left[n\right]=\sum _{k}x\left[k\right]\delta \left[n-k\right]}
y aplicando T en ambos lados
{\displaystyle T\left\{x\left[n\right]\right\}=T\left\{\sum _{k}x\left[k\right]\delta \left[n-k\right]\right\}}
Por supuesto, esto tiene sentido solo si
{\displaystyle \sum _{k}x\left[k\right]\delta \left[n-k\right]}
cae en el dominio de T. Pero como T es lineal e invariante en el entorno podemos escribir
{\displaystyle T\left\{x\left[n\right]\right\}=\sum _{k}x\left[k\right]T\left\{\delta \left[n-k\right]\right\}}
Y como la salida y[k] está dada por
{\displaystyle y\left[k\right]=T\left\{x\left[k\right]\right\}}
podemos escribir
{\displaystyle y\left[n\right]=\sum _{k}x\left[k\right]T\left\{\delta \left[n-k\right]\right\}}
Reemplazando la salida del sistema a la {\displaystyle \delta \left[n-k\right]}, obtendremos, por definición, la respuesta impulsiva
{\displaystyle h\left[n-k\right]=T\left\{\delta \left[n-k\right]\right\}}
Como se observa, {\displaystyle h\left[n\right]} es la salida del sistema cuando su entrada es un impulso discreto, una delta de Dirac discreta.
sustituyendo, obtenemos finalmente
{\displaystyle y\left[n\right]=\sum _{k}x\left[k\right]h\left[n-k\right]}
La sucesión {\displaystyle h\left[n\right]} es la respuesta a impulso del sistema representado por T.  

Se obtienen resultados similares en sistemas de tiempo continuo.
Como ejemplo conceptual considere un globo dentro de un recinto, ubicado en un punto p. El globo explota y hace un sonido similar a un "pum". Aquí el recinto es un sistema T que toma el sonido "pum" y lo dispersa a través de múltiples reflexiones. La entrada {\displaystyle \delta _{p}[n]} es el "pum", similar (debido en parte a su corta duración) a un delta de Dirac, y la salida {\displaystyle h\left[n\,,p\right]} es la sucesión del sonido afectado por el sistema, y depende de la ubicación (punto p) del globo. Si conocemos {\displaystyle h\left[n\,,p\right]} para cada punto del recinto conocemos la respuesta a impulso por completo del salón, y es posible predecir la respuesta del mismo a cualquier sonido producido en él.

## Aplicaciones matemáticas
En lenguaje matemático, la respuesta a impulso de una transformación lineal es la imagen de la función Delta de Dirac sobre la transformación.
La transformada de Laplace de una respuesta a impulso es conocida como la función de transferencia. Usualmente es más fácil analizar sistemas usando funciones de transferencia en contraposición a las funciones de respuestas a impulso. La transformada de Laplace de la salida de un sistema puede determinarse mediante el producto entre la función de transferencia y la función entrada en el plano complejo, también conocido como el dominio espectral o de frecuencias. La transformada inversa de Laplace de este resultado dará como resultado la función salida en el dominio temporal.
Para determinar la función de salida en el dominio temporal se requiere de la convolución de la función de entrada con la función de respuesta a impulso. Esto requiere el uso de integrales, y normalmente resulta más dificultoso que simplemente multiplicar dos funciones en el dominio espectral.

## Aplicaciones prácticas
En los sistemas reales no es posible generar un impulso perfecto para aplicar como prueba en ninguna entrada. Por lo tanto, se usan aproximaciones de pulsos muy breves. Debido a que el pulso es suficientemente corto comparado a la respuesta a impulso, el resultado obtenido será bastante cercano a la respuesta a impulso teórica.
Por otro lado, es posible obtener la respuesta al impulso de un sistema utilizando métodos indirectos de Procesamiento de Señales, como ser la aplicación de un estímulo conocido y luego proceder la deconvolución entre este y la respuesta del sistema bajo estudio.